# Quốc huy Cộng hòa Xã hội chủ nghĩa Xô viết Estonia
Quốc huy Cộng hoà Xã hội chủ nghĩa Xô viết Estonia đã được chính phủ Estonia Xô viết thông qua vào năm 1940. Nó có mặt trời mọc được tạo dấu bởi tia nắng, búa liềm tượng trưng cho chiến thắng của chủ nghĩa cộng sản và "cộng đồng xã hội chủ nghĩa toàn thế giới" và sao đỏ đại diện cho sự liên kết với chủ nghĩa cộng sản. Các màu chủ yếu của quốc huy là đỏ, vàng và xanh lá cây.
Ở phần dưới có ghi tên viết tắt của Cộng hòa Xã hội chủ nghĩa Xô viết Estonia trong tiếng Estonia "Eesti NSV" (Eesti Nõukogude Sotsialistlik Vabariik). Ở bên phải, lúa mạch bao quanh trung tâm của quốc huy và bên trái là một nhánh của cây lá kim.
Dải ruy băng đỏ mang khẩu hiệu của Liên Xô ("Vô sản toàn thế giới, đoàn kết lại!") Trong cả tiếng Estonia (Kõigi maade proletaarlased, ühinege!) và tiếng Nga (Пролетарии всех стран, соединяйтесь! Proletarii vsekh stran, soyedinyaytes′!).
Quốc huy Estonia độc lập đã được phục hồi vào năm 1990.